# Crayola
 (octobre 2016).
Améliorez-le ou discutez des points à vérifier. 

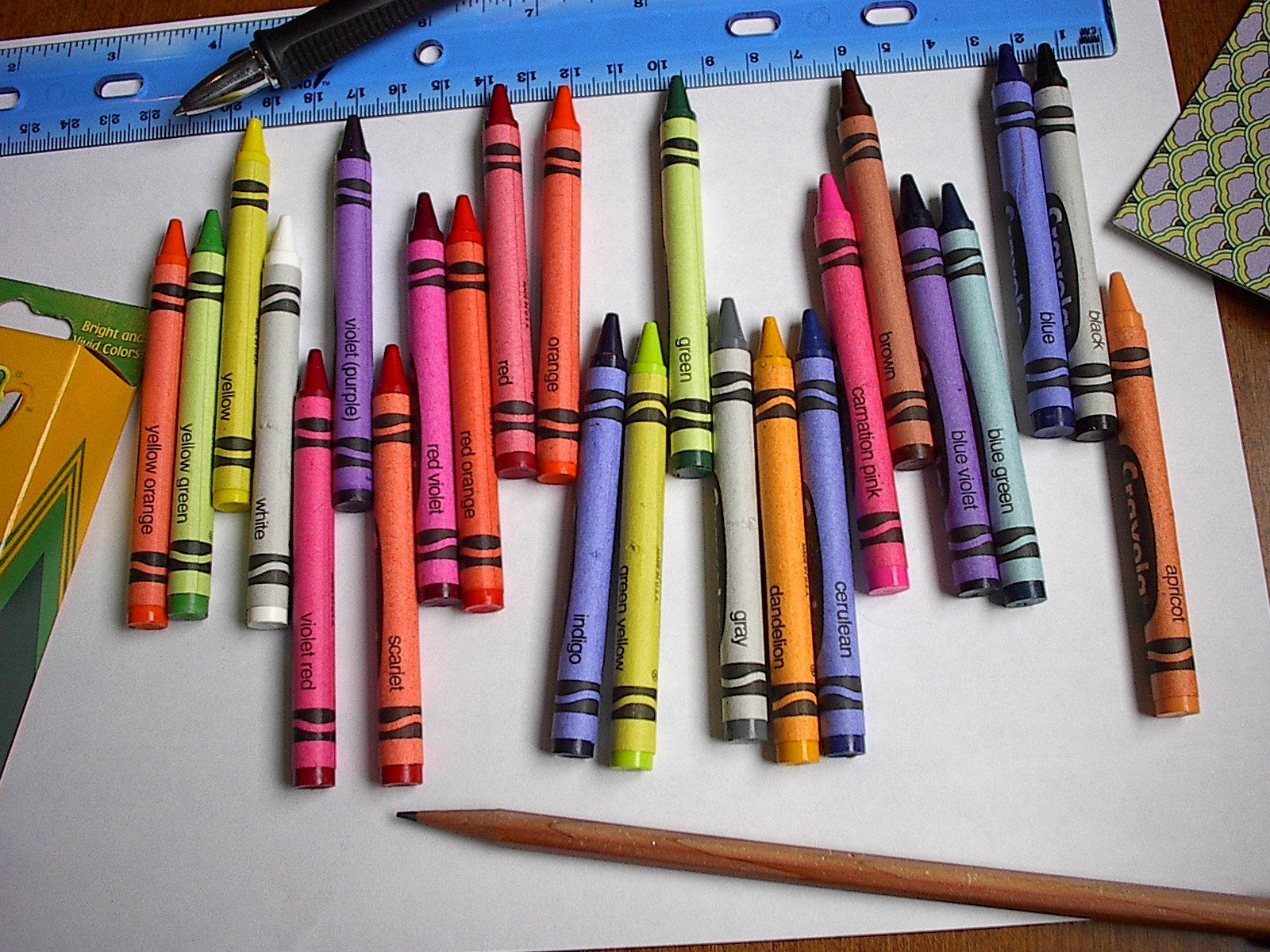
Crayons Crayola.

Crayola  est une entreprise américaine du groupe Hallmark Cards spécialisée dans la création de craies de cire.

## Histoire
La compagnie originelle, Binney et Smith, a été fondée par Edwin Binney et C. Harold Smith en 1885. Ils produisent des colorants industriels. La compagnie a gagné les médailles d’or à Paris et Saint-Louis aux Expositions Universelles,. En 1903, ils avaient commencé à produire des craies de cire. Leurs craies sont les premières à ne pas être toxiques et les premières  à avoir des couleurs brillantes. La boîte originelle contient huit couleurs (bleu, vert, rouge, jaune, noir, brun, orange et violet). Après la Seconde Guerre mondiale, Crayola introduit une boîte de 48 couleurs et une boîte de 64 couleurs. Ils introduisent les marqueurs en 1978, les crayons colorés en 1987, et une boîte de 120 couleurs en 1998. Leurs produits sont en vente dans le monde entier.
En 2003, Crayola a bâti une craie énorme, de 4,5 m de long et pesant 700 kg.

## Couleurs

### Craies de cire
Crayola produit les craies en boîtes de 8, 16, 24, 32, 48, 64, 96 et 120 couleurs. Il produit aussi les craies en néon et les craies avec scintillement.
Voici les couleurs :
| 8 couleurs       | +8 = 16 couleurs | +8 = 24 couleurs | +8 = 32 couleurs | +16 = 48 couleurs               | +16 = 64 couleurs | +24 = 96 couleurs | +24 = 120 couleurs |
| ---------------- | ---------------- | ---------------- | ---------------- | ------------------------------- | ----------------- | ----------------- | ------------------ |
| Bleu             | Blanc            | Abricot          | Bleu Cadet       | Acajou                          | Argent            | Bordeaux          | Amande             |
| Brun             | Bleu-Vert        | Céruléen         | Bleu Ciel        | Amarante                        | Asperge           | Bleu Nuit         |                    |
| Jaune            | Bleu-Violet      | Écarlate         | Glycine          | Bleuet                          | Bleu Œuf de Merle |                   |                    |
| Noir             | Jaune-Orange     | Gris             | Havane           | Gerbe d’or                      | Bleu Pacifique    |                   |                    |
| Orange           | Orange-Rouge     | Indigo           | Loup Gris        | Lavande                         | Bleu Turquoise    |                   |                    |
| Rouge            | Rose Œillet      | Jaune-Vert       | Marron           | Macaroni au Fromage             | Douce-amère       |                   |                    |
| Vert             | Vert-Jaune       | Ébleuissante     | Melon            | Majestueuses Montagnes Pourpres | Fraise sauvage    |                   |                    |
| Violet (Pourpre) | Violet-Rouge     | Rouge-Violet     | Pêche            | Mauveilleux                     | Magenta           |                   |                    |
|                  |                  |                  |                  | Pomme Granny Smith              | Or                |                   |                    |
|                  |                  |                  |                  | Saumon                          | Orange Brûlé      |                   |                    |
|                  |                  |                  |                  | Sépia                           | Orchidée          |                   |                    |
|                  |                  |                  |                  | Sienne Brûlé                    | Pervenche         |                   |                    |
|                  |                  |                  |                  | Sienne Naturelle                | Prune             |                   |                    |
|                  |                  |                  |                  | Vert Marin                      | Rose Chatouille   |                   |                    |
|                  |                  |                  |                  | Vert Olive                      | Rouge Brique      |                   |                    |
|                  |                  |                  |                  | Vert Printemps                  | Vert Forêt        |                   |                    |

## Crayons colorés
Voici les couleurs dans les boîtes des crayons :
| 12 couleurs  | +12 = 24 couleurs | +12 = 36 couleurs | +14 = 50 couleurs |
| ------------ | ----------------- | ----------------- | ----------------- |
| Bleu         | Acajou            | Ardoise           | Bleu marin        |
| Bleu Ciel    | Aquavert          | Bleu-Vert         | Céruléen          |
| Brun         | Blanc             | Bordeaux          | Gomme à bulles    |
| Brun Pâle    | Bleu Pâle         | Brun Foncé        | Mangue            |
| Jaune        | Gris              | Framboise         | Mauve             |
| Jaune-Vert   | Havane            | Gris Pâle         | Noisette          |
| Noir         | Jaune Doré        | Jaune Bronze      | Orchidée          |
| Orangé       | Magenta           | Jaune Citron      | Rose Pâle         |
| Orange-Rouge | Orange-Jaune      | Orange Pâle       | Sable             |
| Rouge        | Pêche             | Saumon            | Sarcelle          |
| Vert         | Rose              | Turquoise         | Taupe             |
| Violet       | Vert Jade         | Vert Épinard      | Vert lime         |
|              |                   |                   | Argent            |
|              |                   |                   | Or                |

## Toxicité
En 2018, une étude sur des fournitures scolaires n'a pas trouvé de substance toxique dans des crayons de la marque Crayola, selon le NY Times.